# 侯均
侯均，字伯仁，元朝奉元路（今陕西省西安市）人。
侯均父母早亡，他和继母一起居住，卖柴草奉养继母。坚持学习四十年，群经诸子百家，无不贯通，旁通佛教、道教经典。每每读书，必定熟诵才罢休。曾经说：“人读书不到千遍，最终还是对自己无益。”于是回答诸生所问，广征博引，如探囊取物。名震关中，学者以他为宗师。有人推荐他为太常博士，后来因为上疏触犯宰相之意，不待朝廷批准，就归休田里。侯均形貌魁梧，气节刚正，人们敬畏他，及其待人接物之际，则容貌可亲。即使是方言古语，当时无人知晓，他无不随问而答，世人都佩服他的博闻。